# Dainzú
Dainzú (en zapoteco: Dannizhú o Quiebelagayo) es un sitio arqueológico de la cultura zapoteca, localizado en el brazo oriental de los Valles Centrales de Oaxaca en el municipio de San Jerónimo Tlacochahuaya, a 19 kilómetros sobre la carretera panamericana 190,  al sur-este de la ciudad de Oaxaca de Juárez, capital del estado mexicano de Oaxaca. Se trata de una antigua ciudad contemporánea de Monte Albán cuyo florecimiento fue anterior a la fundación de la metrópoli de Los Valles. Fue fundada alrededor del siglo VII a. C. y continuó habitada hasta el final del Período Preclásico mesoamericano (s. III d. C.). Las primeras excavaciones arqueológicas formales fueron realizadas por Ignacio Bernal.

## Toponimia

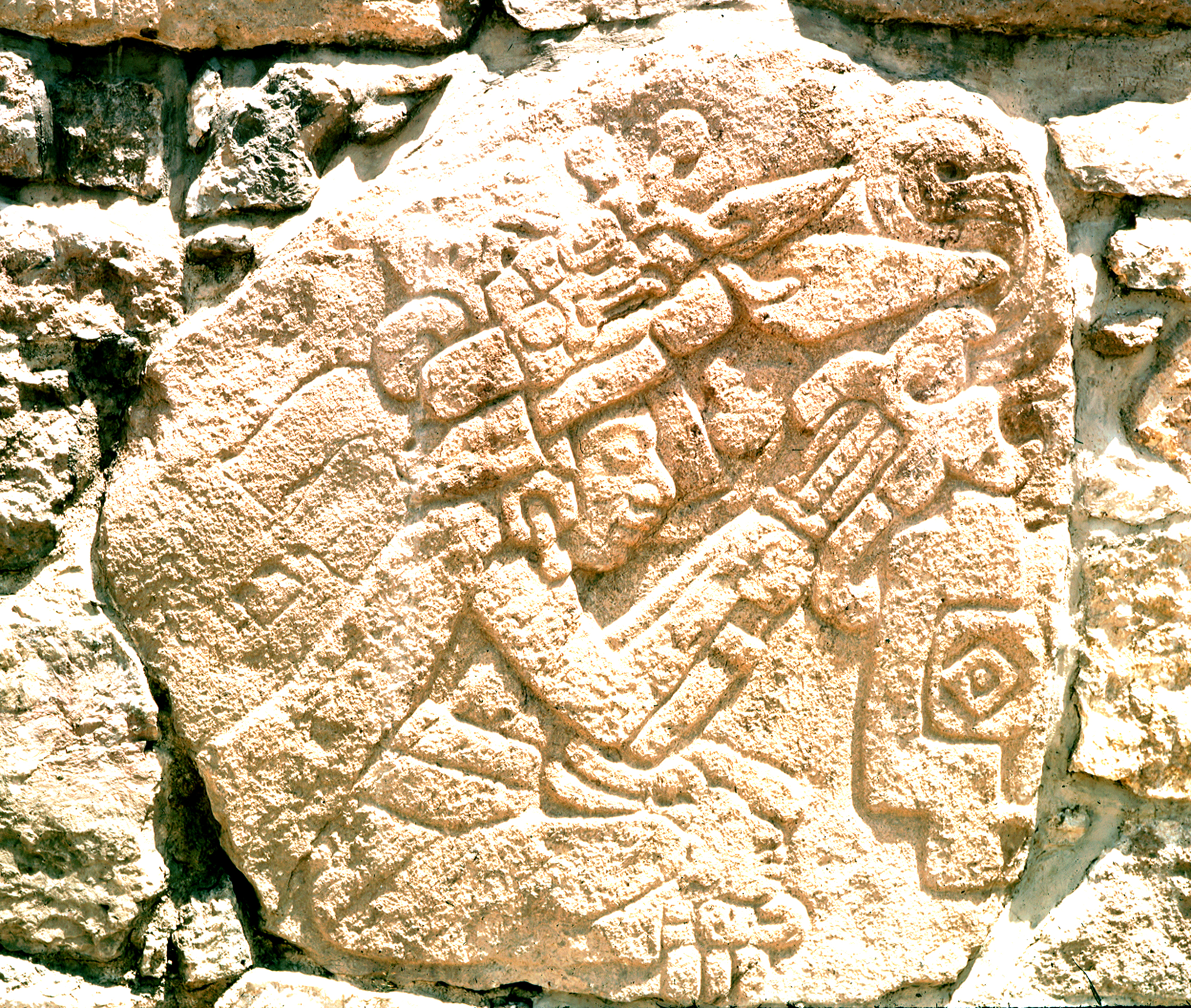
Grabado de jugador de pelota.

Se desconoce cuál es el nombre original de este asentamiento humano. La zona arqueológica tomó su nombre del vocablo con el que los habitantes zapotecos del pueblo al que pertenece la zona arqueológica del Valle de Tlacolula, llamaban en los tiempos en que Bernal realizó sus investigaciones, al sitio donde está situada la zona arqueológica.
Este vocablo era Dannizhú, que se puede traducir como Cerro de los órganos.
Otro nombre con el que se conoció a la zona arqueológica es Quiebelagayo que en idioma zapoteco quiere decir Cinco Flor. Este es el mismo significado del topónimo nahua Macuilxóchitl que da nombre a la localidad más cercana a la zona arqueológica, llamada hoy Macuilxóchitl de Artigas Carranza.

## Historia
El momento de la fundación de Dainzú es incierto. Sin embargo, parece posible que haya sido ocupada algunos siglos antes de la fundación de Monte Albán, como demuestra la cerámica correspondiente a la fase Rosario de los Valles Centrales de Oaxaca (ss. VII-V a. C.). Por aquella época, Dainzú era una de las principales aldeas del valle de Tlacolula. Fue contemporánea de otros centros de población importantes, como San José Mogote en el valle de Etla. Como el resto de las aldeas de Los Valles, también Dainzú debió aportar en la fundación de la metrópoli de Monte Albán, a la que quedó sujeta algunos siglos más tarde. La construcción de Monte Albán fue un hito que contribuyó a la disminución de la población en las localidades ubicadas en Los Valles, por lo que Dainzú disminuyó sus dimensiones alrededor del siglo II a. C. A pesar del importante florecimiento de Monte Albán, Dainzú pudo conservar una dinámica propia que le permitió posicionarse como una de las más importantes ciudades durante el Período Clásico. Finalmente el ocaso de Monte Albán ocasionó un reacomodo de las relaciones entre los poblados de Los Valles que también afectó a Dainzú y ocasionó su decadencia.
Existen numerosos sitios arqueológicos al lado del río Salado, incluyendo la aldea temprana de Abasolo. Enfrente, sobre el lado poniente de Dainzú esta una extensión de aluvión cultivable; en estas áreas se han localizado tiestos de la fase Rosario Temprano que atestigua una ocupación aldeana en Dainzú desde el 750 antes de Cristo.

## La zona arqueológica

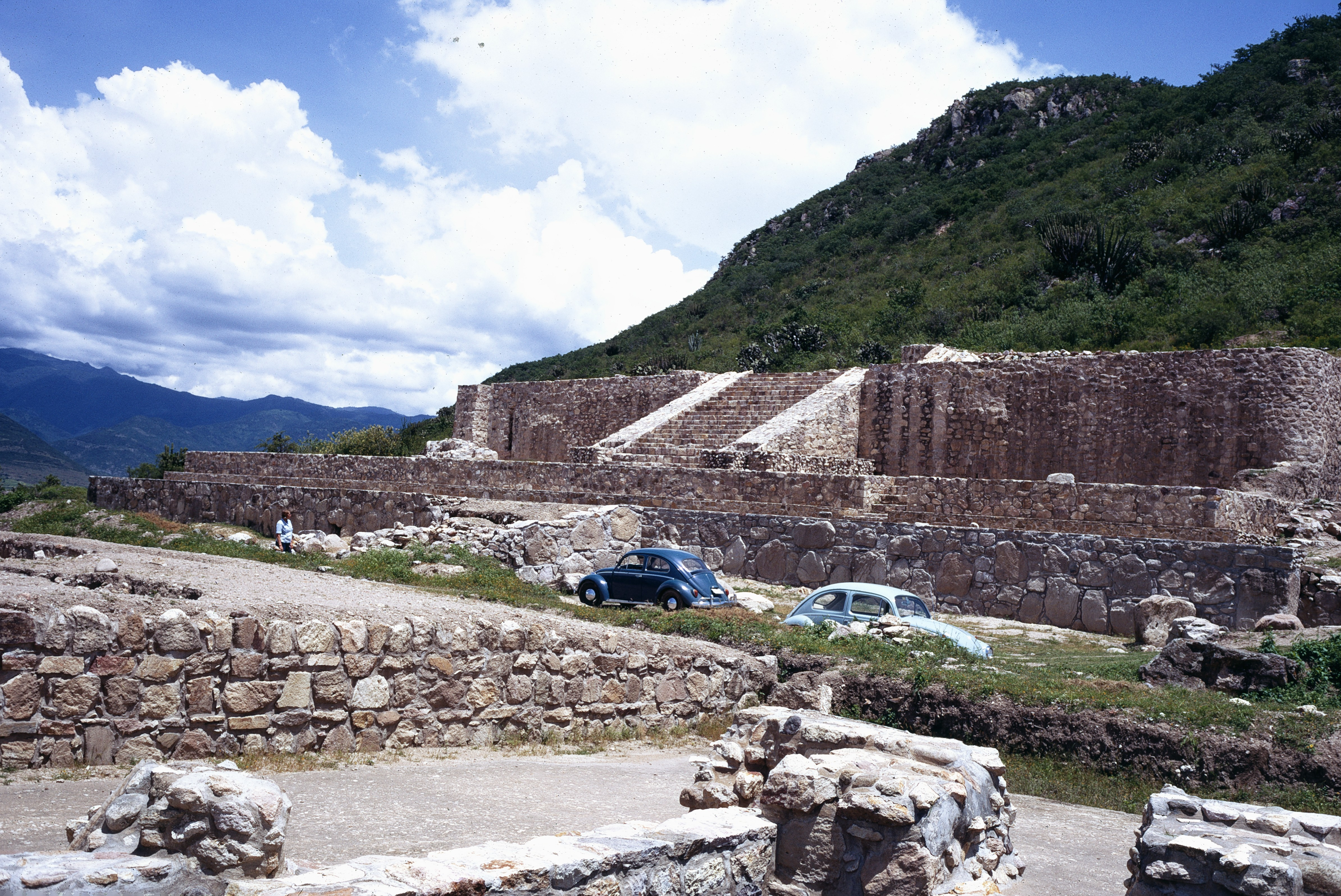
Zona arqueológica de Dainzú.

El estilo arquitectónico de este sitio es importante porque presenta estructuras de características únicas que lo distinguen de las demás del valle de Oaxaca; estas reflejan una gran calidad artística como en la plataforma inferior del Edificio A, en el que fueron plasmadas una galería de bajorrelieves que representan a jugadores de pelota.
Durante su etapa urbana Dainzú funcionó como una comunidad de segundo rango en términos económicos, políticos y religiosos. La ocupación principal corresponde a la época de transición llamada II-IIIa, de aproximadamente 250 a 350 después de Cristo.
Dainzú se construyó recargada en el cerro, aparentemente por razones estéticas su entrada original estaba del lado del río al extremo oeste. Tuvo una larga secuencia ocupaciones desde el año 600 a. C. hasta 1200 d. C., aunque existe la posibilidad según muestra los materiales arqueológicos de que el área haya sido ocupada antes que Monte Albán, el esplendor de Dainzú, se dio entre el año 600 a. C. a 200 d. C. de acuerdo con los datos de las exploraciones.
El yacimiento arqueológico de Dainzú se encuentra localizado en las inmediaciones de un afluente del río Salado, en el valle de Tlacolula, aunque existen algunas terrazas y petroglifos trazados en las rocas de un cerro cercano.

## Estructuras
Todas las construcciones fueron adecuadas a la topografía del lugar por los constructores de Dainzú.
Sólo se han explorado tres de estas estructuras:

### Conjunto A

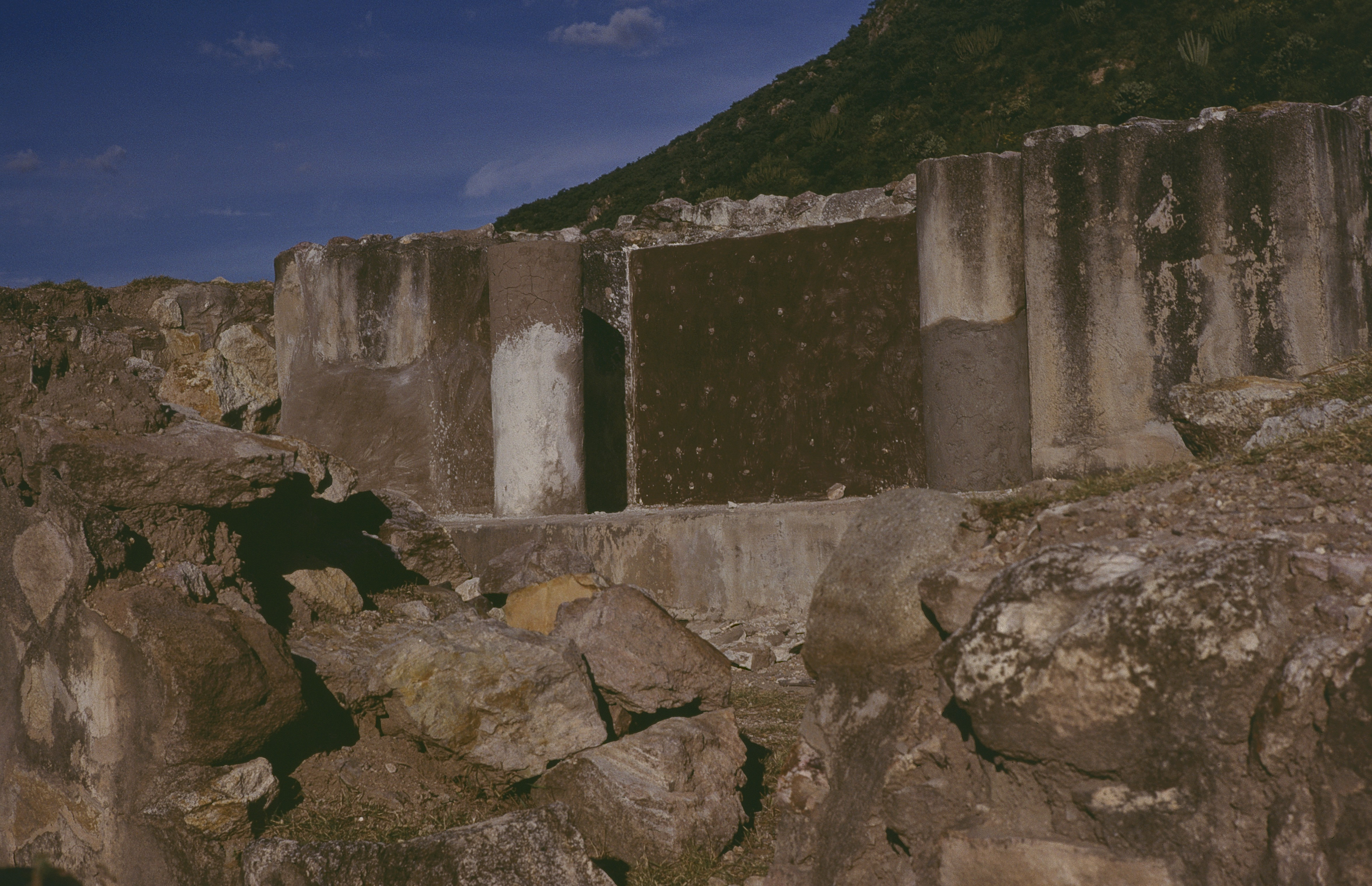
Dainzú.

Se encuentra en la parte más alta del sitio, aparentemente tuvo usos religiosos. Es una construcción escalonada con cuatro plataformas construidas con piedras unidas con barro, dando lugar a cuatro plataformas, la más interesante es la inferior por los bajorrelieves que decoran el muro sur del cuerpo inferior se encuentra la llamada Galería de escultura monumental, cada piedra contiene una figura completa en posturas muy variadas y de mucho movimiento, de las que no hay dos iguales. De acuerdo con la hipótesis de Ignacio Bernal, representan jugadores de pelota cuya postura revela movimiento, probablemente fueron colocados durante una reconstrucción posterior de la plataforma, razón por la cual no guardan ningún orden.
La estructura fue construida sobre una gran plataforma, contra la ladera oeste del cerro, tiene aproximadamente 35 bajo relieves grabados en el lado sur de su muro bajo. La mayoría de estos grabados representan jugadores de pelota, y cuatro de ellos representan a las cuatro deidades del juego. Intercaladas entre las representaciones de los jugadores hay unos bajorrelieves representando a sacerdotes haciendo ofrendas, estos grabados tienen marcadas fechas calendáricas y podrían representar fechas de rituales específicos de juegos.
Es la terraza más antigua, sus características constructivas tienen similitudes con el edificio J de Monte Albán.
Se compone por tres terrazas superpuestas sobre el cerro, está conectado con el edificio B por medio de un patio estucado. Tiene dos fachadas una al norte y otra al sur con una gran escalinata al centro.
La terraza superior es la más alta y está formada por un muro casi vertical de más de cinco metros de altura con esquinas redondeadas, a ella se entraba por un pasaje escalonado y techado. Durante las exploraciones se encontraron cuatro cuartos, el techado está constituido por grandes piedras colocadas en forma angular como los techados de algunas tumbas de Monte Albán.
La terraza central la conforma un muro vertical de 1.25 metros de altura. El acceso es un sistema de escalinatas remetidas en el paño del muro, en la esquina suroeste.
La terraza inferior la forma un muro vertical de tres metros de altura, sobre el que se adosaron los relieves de los jugadores de pelota que se concentran en el paramento sur.
Hacia el norte hay un relieve diferente del resto. Esta terraza tiene una escalinata central con alfardas.
Durante las diferentes etapas constructivas se realizaron cambios como el adosamiento de cuartos, escalinatas y alfardas, cuyo objetivo esencial era reparar los daños del edificio y adecuarlos a nuevos y cada vez más variados usos.
En la cumbre del cerro, donde está adosado este mismo edificio, se encuentran un gran número de rocas naturales que sobresalen de la vegetación y que representan cabezas cortadas, probablemente relacionadas con los jugadores de pelota.

### Galería de grabados

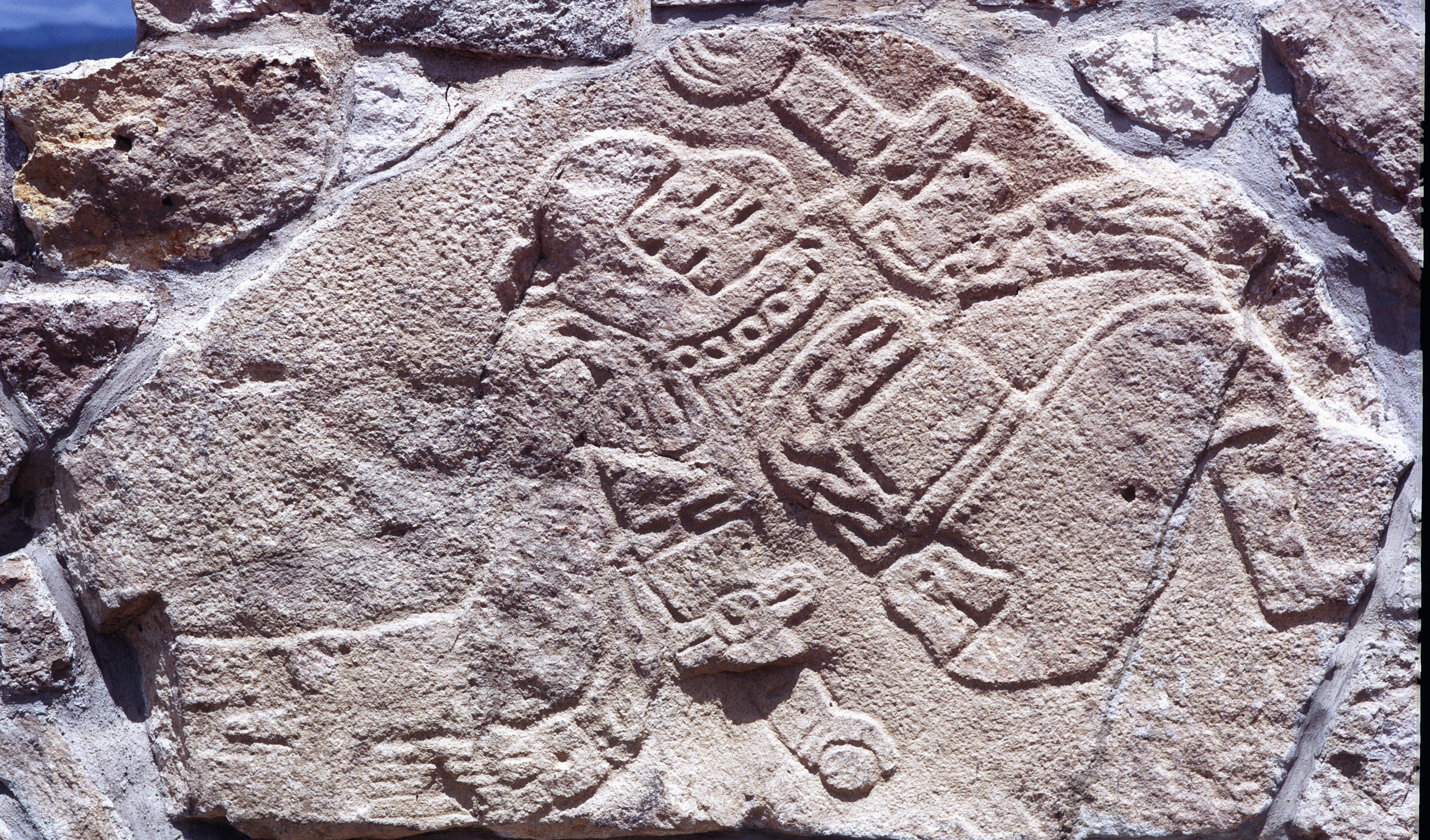
Grabado.

Estas representaciones son únicas en Mesoamérica, en los grabados se pueden apreciar dignatarios religiosos, así como numerosos relieves de jugadores de pelota sosteniendo una pelota pequeña en la mano.
Dainzú posee una galería de bajorrelieves con representaciones de personajes que recuerdan a los Danzantes de la plaza central de Monte Albán y de otros sitios preclásicos de Los Valles. Cuarenta y siete de estos bajorrelieves representan jugadores de pelota empleando atavíos protectores para su juego, como yelmos, rodilleras, guantes; algunos de ellos portan pequeñas esferas en sus manos. Una cancha de juego de pelota se encuentra en las inmediaciones del centro de la zona arqueológica, dicha construcción está orientada sobre un eje este-oeste. Otros motivos se encuentran esculpidos en la roca viva de los cerros cercanos. La presencia de cráneos puede entenderse como una indicación del simbolismo asociado con el juego.

### Interpretación de grabados

Relieve 86 de Dainzú.

A pesar de que una minoría de los investigadores sugiere que los relieves son de combatientes, tal vez aventando piedras, el fuerte consenso es que se trata de jugadores. Según el investigador Heather Orr, los relieves forman una secuencia procesional, mostrando momentos específicos de un ritual de "juego de pelota con sacrificio humano como el resultado final".

## Conjunto B
Se ubica al oeste del complejo A. Se compone de una enorme estructura con un conjunto de habitaciones de grandes muros, escaleras muy bellas y patios que unen sus diferentes partes y que corresponden a diferentes épocas constructivas. Tiene seis superposiciones arquitectónicas, correspondientes a diferentes momentos en este edificio. Hay una importante tumba con un bajo relieve de un jaguar grabado en la roca monolítica que forma la entrada. La cabeza del jaguar está grabada en el dintel, con las patas delanteras flanqueando la entrada.
La simplicidad de las construcciones y la generosidad de los espacios abiertos en plazas o patios, invitan a imaginar actividades cívicas o populares realizadas en ellos.
El acceso a este edificio es muy característico: se entraba por la parte inferior de la terraza o plaza, a través de una escalinata adosada al muro y cruzando un pasillo techado con grandes lápidas monolíticas. 
Originalmente este complejo tenía dos terrazas separadas, que fueron conectados por el "templo amarillo".  Hay canales subterráneos para drenaje de aguas pluviales en varios lugares. Estos están bien construidos con sección transversal rectangular.
Dentro de las terrazas, se encontraron cuatro cámaras funerarias y varias tumbas más simples.
La tumba más importante (tumba 7), era completamente privada y tenía acceso por una escalera.

### Tumba 7

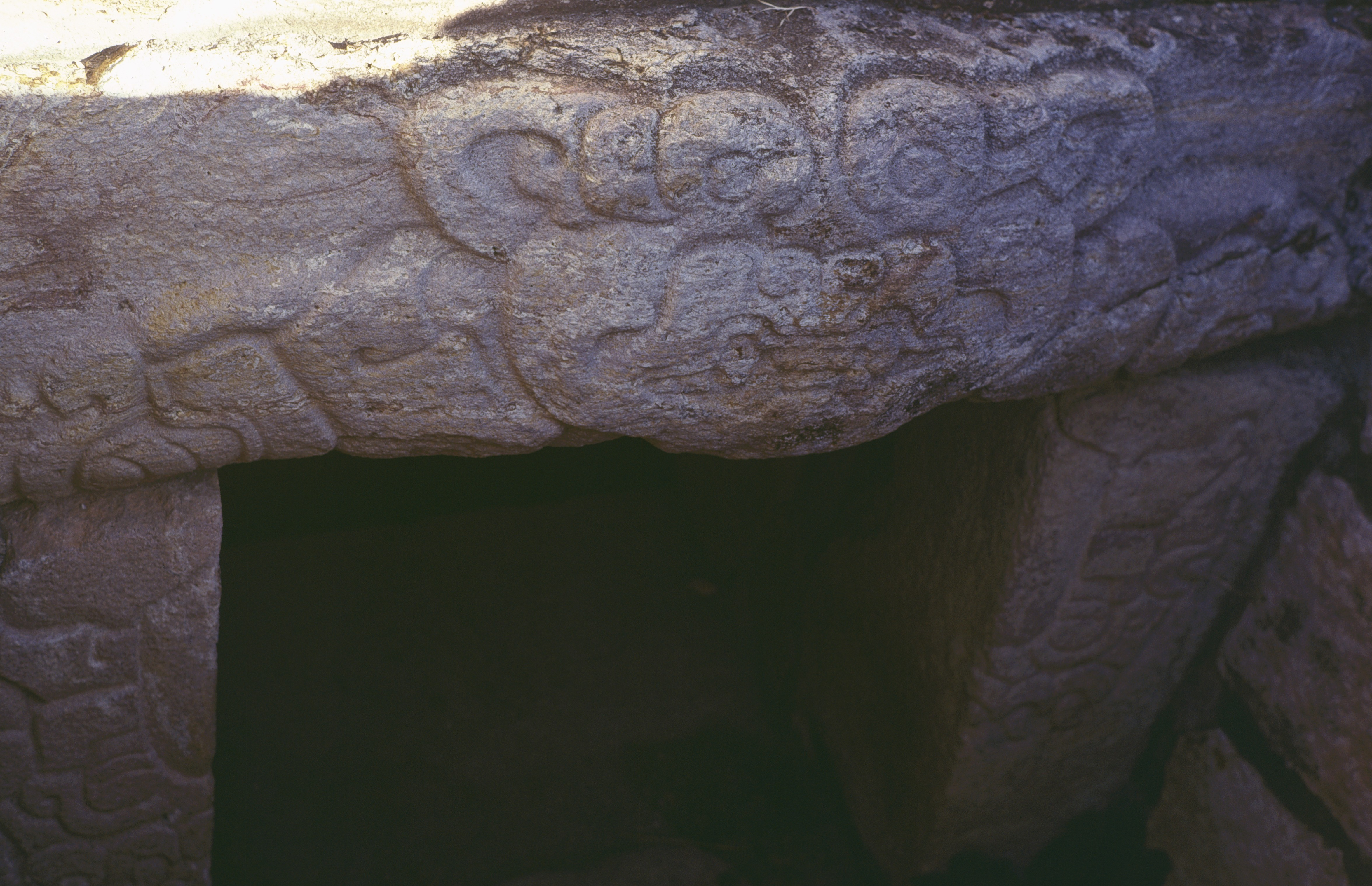
Entrada a la Tumba 7.

Fue construida en la parte central del edificio B con piedras careadas en muros y nichos. El techo está formado por piedras monolíticas. La entrada está formada por la figura de un jaguar, la cabeza está grabada en el dintel, con las patas delanteras flanqueando la entrada.
Esta tumba fue saqueada tal vez en la época prehispánica, por lo que se encuentra parcialmente destruida.
Cronológicamente la tumba corresponde a la época II-III A de Monte Albán (200 a 600 d. C.).

## Templo amarillo

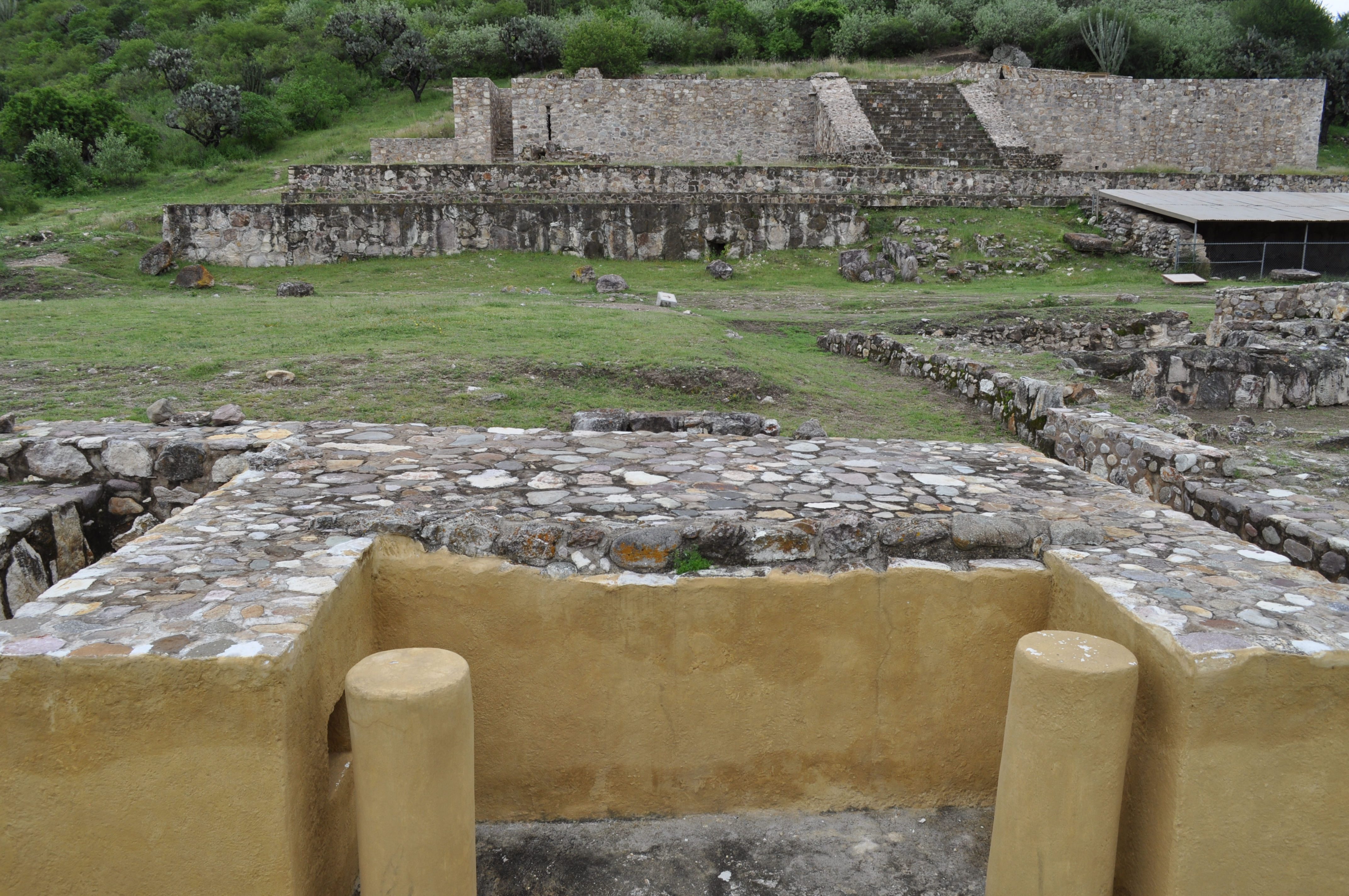
Templo amarillo de Dainzú.

Es una pequeña construcción hecha de adobe y piedra ubicada dentro del edificio B, se trata sin duda de un adoratorio construido sobre una plataforma estucada, su frente mira hacia un pequeño patio del oriente al poniente, el pórtico está compuesto por dos columnas cilíndricas monolíticas (en el estilo de Monte Albán), en el lado derecho, se encontró un nicho rectangular. Todo el edificio estuvo pintado de amarillo ocre; lo que pudo haber tenido un significado religioso, al igual que su orientación.

## Conjunto C
Esta estructura conectaba al sur con el conjunto B, de la misma altura. Es realmente una pequeña terraza que conectaba al sur con el conjunto D, aún no excavado.

## Juego de pelota

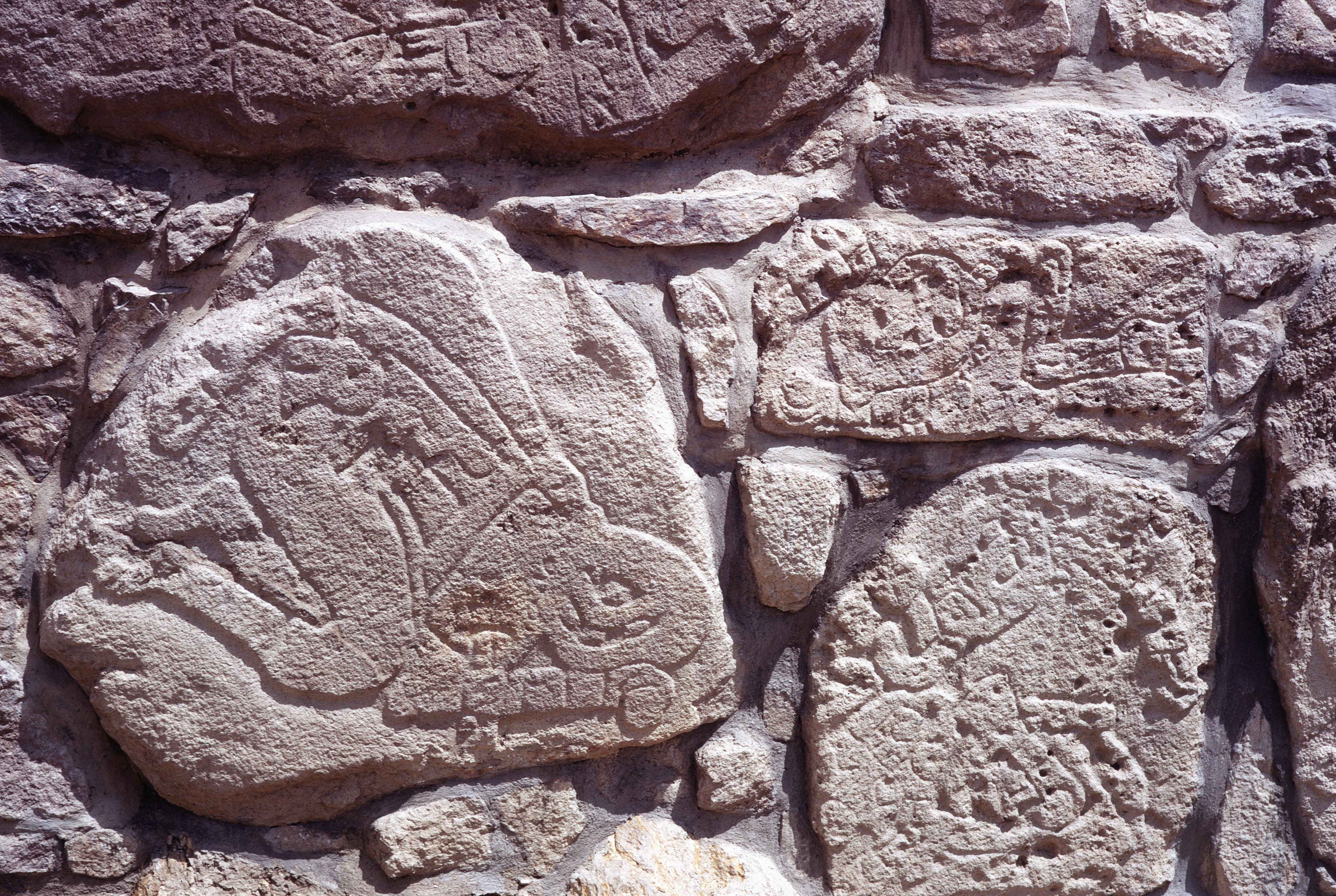
Jugadores de pelota.

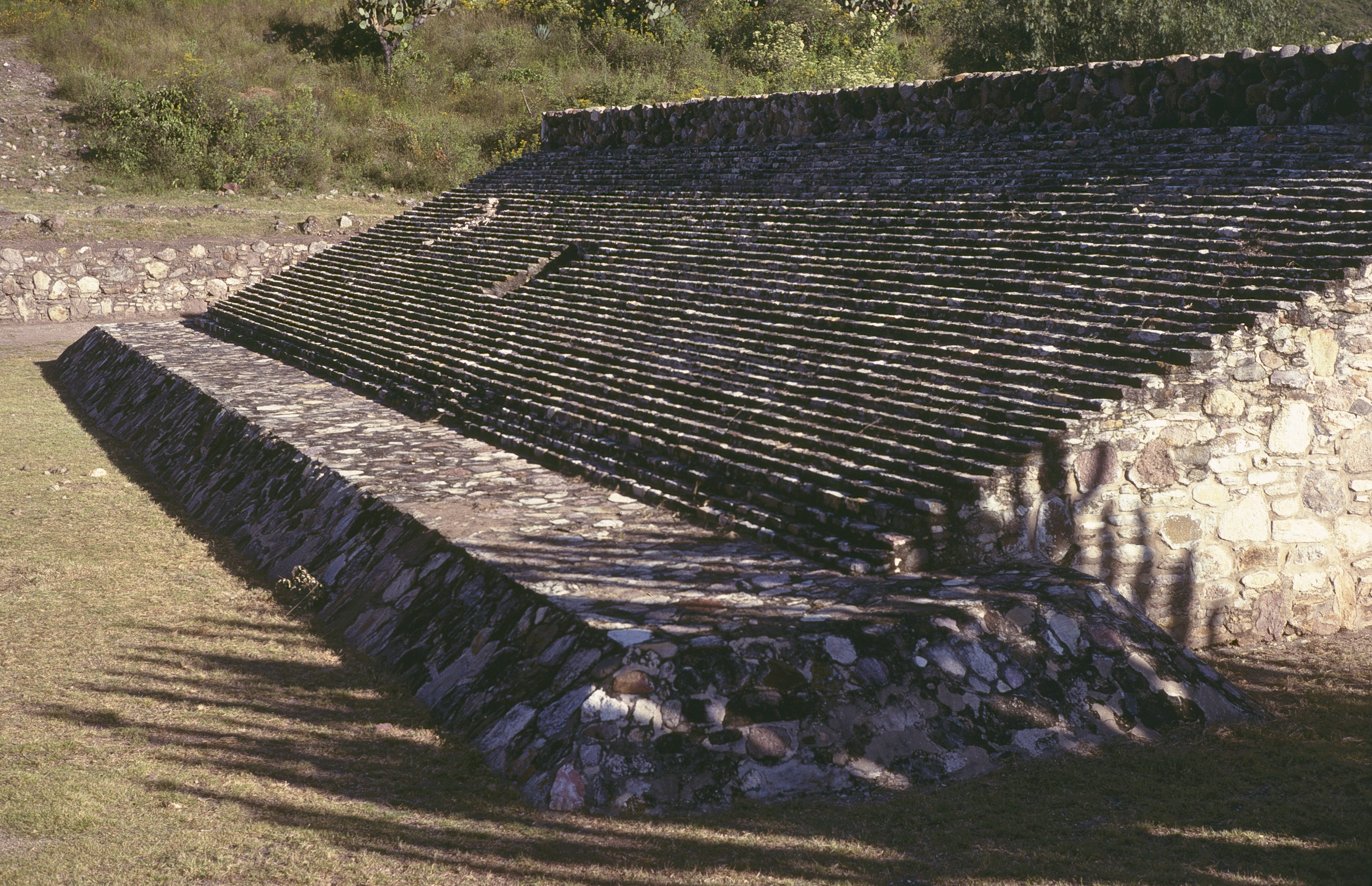
Cancha de juego de pelota, lado restaurado.

Solo la mitad de la cancha del juego de pelota  ha sido excavada y restaurada; esta muestra pequeños bloques de piedra que parecen escalones y que fueron recubiertos con estuco para formar una superficie en talud.
Se encuentra situado en el centro de una gran plaza. Visto en planta arquitectónico tiene la forma de una I latina, al igual que los juegos de pelota de Monte Albán y Yagul. Tiene orientación este-oeste, característica de todos los juegos de pelota de Mesoamérica.
Durante su exploración se encontraron relieves antropomorfos que representan a jugadores de pelota, lo que confirma la importancia ritual de esta actividad en el área.
Se construyó con piedras irregulares grabadas, unidas con mortero de arcilla y piedras pequeñas o restos de cerámica; fue recubierta con una delgada capa de estuco.
La vestimenta de los jugadores consistió en una combinación muy particular de pantaloncillos, rodilleras, caretas o cascos felinos y cintas, entre otros elementos.
En Dainzú se representan dos formas del juego de pelota: una corresponde a imágenes de los relieves más antiguos, donde se utilizan guantes para tomar, golpear o lanzar la pelota; en otra, que debió jugarse en una época más tardía en las canchas con forma de I, la pelota debía golpearse o lanzarse con las caderas. A esta última versión del juego se le conoce con el nombre de olomaliztli.